# Цкаев, Зелим Аланович
Зелим Аланович Цкаев (осет. Цыккаты Аланы фырт Зелим; азерб. Zelim Alanoviç Tskayev; род. 2 мая 1999) — азербайджанский дзюдоист российского происхождения. Член сборной Азербайджана по дзюдо. Бронзовый призёр чемпионата мира 2025 года, бронзовый призёр чемпионата Европы 2025 года. Двукратный победитель турнира Большого шлема в Баку (2023, 2024). Чемпион Азербайджана (2022, 2024). Представлял Азербайджан на летних Олимпийских играх 2024 года в Париже. Личный тренер — Рашад Гасанов.

## Карьера
Зелим Аланович Цкаев родился 2 мая 1999 года. Старший брат Зелима, Лазарь Цкаев, является серебряным и бронзовым призёром первенства России по самбо среди молодёжи до 23 лет.
В 2015 году выиграл серебро на первенстве России по самбо среди кадетов. В этом же году стал победителем Спартакиады учащихся России по самбо среди юношей. В 2016 году Цкаев выиграл первенство России и чемпионат мира по самбо, а также чемпионат Европы по дзюдо среди юношей в Финляндии. В 2017 году Цкаев снова выиграл чемпионат России и чемпионат мира по самбо в Сербии.
Приказом Министерства спорта Российской Федерации от 6 апреля 2017 года № 43 ему было присвоено звание мастера спорта России по самбо.
В январе 2021 года Цкаев дебютировал за сборную Азербайджана, выступив на турнире Большого шлема в Тель-Авиве.
Летом 2022 года на V Играх исламской солидарности в Конье Цкаев взял золото в командном турнире. В октябре этого же года завоевал бронзовую медаль на турнире Большого шлема в Абу-Даби.
В сентябре 2023 года Зелим Цкаев выиграл турнир Большого шлема в Баку, победив в финале дзюдоиста из Австрии призёра Олимпийских игр в Токио Шамиля Борчашвили. В декабре 2023 года стал бронзовым призёром турнира Большого шлема в Токио. В феврале 2024 года Цкаев второй раз выиграл турнир Большого шлема в Баку, одолев в финале своего соотечественника Омара Раджабли. В апреле 2024 года Цкаев завоевал серебряную медаль на турнире Большого шлема в столице Франции Париже.
В мае 2024 года Цкаев выступил на чемпионате мира по дзюдо в Абу-Даби, но проиграл в первой же схватке итальянцу Антонио Эспозито. В конце мая, некоторое время спустя после чемпионата мира, Международная федерация дзюдо опубликовала последний олимпийский рейтинг. Согласно этому рейтингу от Азербайджана в весовой категории до 81 кг право выступить на Олимпиаде получили обосновавшийся на 6-м месте в рейтинге Зелим Цкаев и Саид Моллаеи. Окончательный состав сборной Азербайджана по дзюдо на Олимпийские игры 2024 в Париже определился 1 июля. Было решено отправить на игры Цкаева.
На Олимпийских играх 2024 в 1/8 финала проиграл дзюдоисту из Франции Альфа Умару Джало.
12 октября 2024 года на турнире Большого шлема по дзюдо 2024 в Абу-Даби (ОАЭ) завоевал золотую медаль.
В декабре 2024 года завоевал золотую медаль на чемпионате Азербайджана по дзюдо.
В феврале 2025 года выиграл турнир Большого шлема в Баку.
В апреле 2025 года на чемпионате Европы в Подгорице в весовой категории до 81 кг стал обладателем бронзовой медали. В схватке за третье место одолел соперника из Молдовы Петру Пеливана. В июне 2025 года на чемпионате мира в Будапеште в весовой категории до 81 кг завоевал бронзовую медаль. В схватке за третье место одолел соперника из ОАЭ Нугзара Таталашвили.